# Glacier Holgate
Pour les articles homonymes, voir Holgate.
Holgate Glacier est un glacier situé dans l'État américain de l'Alaska, dans le parc national des Kenai Fjords,,,. Il s'épanche depuis le champ de glace Harding vers Holgate Arm dans la baie d'Aialik. Les bateaux d'excursion de la ville de Seward offrent aux touristes la possibilité de voir le glacier.